# Mario Pei
Mario Andrew Pei (Roma, 16 de fevereiro de 1901 – Glen Ridge, 2 de março de 1978) foi um linguista e poliglota ítalo-americano que escreveu livros sobre línguas para a população geral.

## Vida
Pei nasceu em Roma, na Itália, e emigrou para os Estados Unidos com seus pais em 1908. Na altura em que saiu do ensino médio, Pei falava não só inglês e italiano, mas também francês, e também estudara latim. Ao longo dos anos, ele se tornou fluente em várias outras línguas (incluindo espanhol, português, russo e alemão), e capaz de falar cerca de 30 outras, tendo se familiarizado com a estrutura de pelo menos 100 das línguas mundiais.
Em 1923, ele começou sua carreira de ensino de idiomas no City College de Nova York e, em 1928, publicou sua tradução de Mussolini: O Homem do Destino de Vittorio Ermete de Fiori. Pei recebeu seu doutorado na Universidade de Columbia em 1937, com foco em sânscrito, eslavo eclesiástico antigo e francês antigo.
Naquele ano, ingressou no Departamento de Línguas Românicas da Universidade de Columbia, tornando-se professor catedrático em 1952. Em 1941, publicou seu primeiro livro de linguístico, The Italian Language. Sua facilidade com idiomas estava em demanda na Segunda Guerra Mundial, e Pei serviu como consultor linguístico de duas agências do Departamento de Guerra. Neste papel, ele escreveu livros, desenvolveu cursos e escreveu guias sobre línguas.
Enquanto trabalhava como professor de Filologia Românica na Universidade de Columbia, Pei escreveu mais de 50 livros, incluindo os best-sellers The Story of Language (1949) e The Story of English (1952). Seus outros livros incluíam Languages for War and Peace (1943), Um Dicionário de Linguística (escrito com Frank Gaynor, 1954), All About Language (1954), Convite à Linguística: Uma Introdução Básica à Ciência da Linguagem (1965) e Weasel Words: Saying What You Don't Mean (1978).
Pei escreveu A América que perdemos: as preocupações de um conservador (1968), um livro que defende o individualismo e o literalismo constitucional. No livro, Pei denuncia o imposto de renda, assim como o comunismo e outras formas de coletivismo.
Pei também foi um internacionalista e defendeu a introdução do Esperanto nos currículos escolares em todo o mundo para complementar as línguas locais.

## Pei e esperanto
Pei gostava de esperanto, uma língua auxiliar internacional. Ele escreveu suas opiniões positivas sobre isso em seu livro chamado One Language for the World. Ele também escreveu um panfleto de 21 páginas inteiramente em língua mundial e em Esperanto chamado Wanted: a World Language.